# Софийско-пловдивска епархия
Софийско-пловдивската епархия (на латински: Dioecesis Sophiæ et Philippopolis) е диоцезна административна единица на Римокатолическата църква в България, обхващаща цяла Южна България и всички вярващи католици от римски латински обред, живеещи на територията ѝ. Софийско-пловдивският епископ има 2 седалища в двата града – Пловдив и София, като най-често пребивава при пловдивската катедрала. От 2020 г. към епархията е създадена позиция помощник епископ с постоянно седалище в София.
На север граничи с Никополската епархия, на запад – с Белградската архиепархия в Сърбия и със Скопска епархия, на юг – със Солунския апостолически викариат в Гърция и с Истанбулския апостолически викариат в Турция.
На територията ѝ се намира националното светилище на католиците – „Дева Мария Лурдска“ в Пловдив. Епархийното светилище е „Свети Роко“ в квартал Коматево в Пловдив.

## География
Площта на Софийско-пловдивската епархия е 62 414 км2. Обхваща административните области: Благоевград, Бургас, Кърджали, Кюстендил, Пазарджик, Перник, Пловдив, Сливен, Смолян, Област София-град, област София, Стара Загора, Хасково, Ямбол.
На нейната територия живеят 4 825 922 души, от които католици са 34 000 или около 1%. В Софийско-пловдивската епархия живее преобладаващата част от католическото население в България, в някои общини (например Раковски, където са 56,4%) католицизмът е преобладаващото вероизповедание.

## История
Софийско-пловдивската епархия съществува от началото на XVII век.

### История на църковно-административната ѝ структура
Като църковно-административна структура Софийско-пловдивската епархия води началото си от 1601 г., когато се създава Софийската епископия от папа Климент VIII, поверена на босненския францисканец Петър Солинат. Той избира манастира и църквата „Света Богородица“ в Чипровци за свое седалище. По времето на неговия приемник Петър Богдан, когато диоцезът е въздигнат в архиепископия от папа Инокентий X през 1647 г., южнобългарските павликяни окончателно са приобщени към Католическата църква. Макар и да не вземат участие в Чипровското въстание, те също търпят неговите последици.
Поради затруднените условия за мисионерска дейност през 1699 г. Софийската архиепископия е превърната в епископия от папа Инокентий XII, чиито титуляри или наместници са със седалище в Пловдив. През 1756 г. епископ Бенедикт Цуцари се отказва от архиерейската длъжност и през 1758 г. папа Климент XIII превръща Софийско-Пловдивската епархия в апостолически викариат.
Изложена на преследванията на официалните османски власти след Чипровското въстание, францисканската мисия постепенно губела силата си. Нейният самостоятелен статут бил удържан чак докъм края на ХVIII век. През 1836 г. Конгрегацията за пропаганда на вярата в Рим поверява диоцеза на ордена на редемптористите, известни още и като лигуористи. Мисионерите редемптористи са чехи, но въпреки своя славянски произход не успяват да се сработят с местното католическо население и да се приспособят към условията на Османската империя. През 1840 г. те са отзовани и на тяхно място са изпратени капуцините.
През 1979 г. папа Йоан Павел II реорганизира Католическата църква в България и основава Софийско-Пловдивска епархия на мястото на викариата.

### Епархията управлявана от францисканци
През 1601 г. пребиваващият от преди като мисионер в българските земи, а после и като апостолически визитатор Петър Солинат по искане на католиците от Чипровци бил ръкоположен за софийски епископ. Този човек станал действителния основател на съвременната Католическата църква в България. За 25-годишната си дейност той очертал стратегическите направления за установяването на вярата и посочил средствата за осъществяване на набелязаните цели, следвани и от неговите приемници.

#### Българска францисканска кустодия
В административните промени от началото на XVII столетие и като пряко следствие от ревностната дейност на българите важно било отделянето на францисканската мисия в България от босненската мисия. Това става през 1624 г. при втория софийски епископ Илия Маринов, родом от Чипровци. Тогава епископското седалище станало център на обособена отделна францисканска териториално-административна единица – Българска кустодия (Custodia Bulgara), включваща територии от България, Влашко и част от Унгария и властта му се разпростряла над по-широко пространство, надхвърлящо пределите на епархията.

#### Преструктуриране на Католическата църква по българските земи в средата на XVII век
През 1642 г. успехите и изключителният престиж на софийски епископ Петър Богдан довели до въздигането епархията в архиепископия, а него до архиепископски сан. По време на архиерейството му, по негова инициатива през 40-те години на века били предприети важни административни преобразувания в структурата на Католическата църква по българските земи, наложени поради разрастването на нейните предели дотолкова, че според тогавашната аргументация, надхвърляли възможността да бъдат обходени и за 20 дни път.
През 1643 г., по предложение на архиепископ Богдан, Конгрегацията създала Марцианополската архиепископия с постоянно седалище Доростол (Силистра) и за първи неин архиепископ бил въздигнат Марко Бандулович. Под юрисдикцията на новата архиепископия били отдадени Добруджа, Северното причерноморие, Молдова, както и католиците от Никополско. За софийския архиепископ останали Влашко, северозападните и западнобългарските части от стария сердикийски епископски диоцез и павликяните в Пловдивско.
Бандулович не посмял да се настани в Силистра, определена за негов център и останал в Бакъу (Молдова). Поради това все не му стигало време и възможности да посещава подведомствените му верни от Никополско, които и започнали да негодуват срещу владиката си. През 1648 г. се приело за уместно да бъдат обособени те с католиците от Влашко в отделна епархия и така се учредила Никополската католическа епархия, чиито първи епископ станал Филип Станиславов. С това била възстановена древната Никополска епархия.
Освен че бил в основата на създаването на такава разгърната структура на Католическата църква, софийският архиепископ Петър Богдан укрепил добре собствената си епархия и управлявал дълбоко почитан от своите верни до смъртта си през 1674 г.

#### Българската францисканска провинция и Чипровското въстание
През 1676 г. за епископ е бил избран Стефан Княжевич. През следващата година той издействал францисканската кустодия, основана на българските земи, да бъде въздигната в статут на религиозна провинция. Българската францисканска провинция продължила да съществува почти цял век с обхват освен земите из Българско, още и на тия във Влашко и Трансилвания.
По време на управлението на Княжевич, през 1688 г. избухнало Чипровското въстание. С унищожението на архиепископското седалище Чипровци, архиепископът споделил съдбата на миряните си и минал с тях през Дунава към Влашко.

#### Възстановяване на епархията в Пловдивско в началото на XVIII в.
След разгрома на Чипровското въстание, католическото население в Северозападна България се преселва извън пределите на Османската империя и компактната маса вярващи останала в епархията е в Пловдивско. В началото на XVIII в. епископ Павел Йоших започва да управлява епархията и административният център се установява в Пловдив. След него Никополският епископ – дубровничанинът Марко Андрияши също управлява епархията, но поради войните с Австрия по това време, той и подведомственото му духовенство били принудени да напуснат Османската империя. Длъжността администратор на епархията е била поверена на отец Михаил Добромиров. Като поданик на Османската империя отец Добромиров е могъл да остане в епархията в качеството си на архиерейски наместник и да се грижи за епархийските дела.
В работата си имал помощта на отец Никола Тодоров, комуто отдал управлението на павликянските села около град Хисаря („горните села“), а той управлявал павликянските селата около днешния град Раковски („долните села“). През 1737 г. епископ Добромиров има нов помощник – отец Никола Бошкович. В условията на поредната Австро-турска война през пролетта на 1738 г. отец Никола писал на свои събратя в Цариград да се молят, както правел и той, за Божия благослов над австрийското оръжие. Писмото попаднало в турски ръце и на 22 април 1738 г. епископ Михаил Добромиров и отец Бошкович били публично обезглавени в Одрин.

#### Епархията в средата на XVIII в. до началото на XIX в.
Едва през 1742 г. положението в епархията започнало да се нормализира. За епископи последователно са назначавани духовниците от Албания и Далмация – Никола Радовани, Бенедикт Цуцари, и Йосиф Родовани. Центърът на епархията се мести между „горните села“ и „долните села“ в Пловдивско.
От 1765 до 1770 г. епархийските дела водел Павел Дуванлията. По-продължително време от 1770 до 1784 г. след него управлявал монсеньор Петър Царски, родом от Пловдив. Той бил сменен от апостолическия наместник Георги Тунов, останал до 1809 г., след когото управлява Андрея Тунов от село Селджиково, Пловдивско. Архиерейските длъжности на монсеньор Тунов продължили до 17 май 1835 г. След оттеглянето му само се знае, че починал през 1838 г. в с. Калъчлий. Като духовници с важни заслуги към епархията от негово време се споменават имената на отец Петър Арабаджийски, отец Йосиф Арабаджийски и отец Яко Яковски. Свидетелство за последователно ограничаваните позиции на Църквата от тия трудни времена е фактът, че за център на епархията от началото на ХIХ век се утвърдило село Калъчлий (Генерал Николаево).

### Епархията управлявана от ордена на редемптористи
С надежда за промяна през 1835 г. Рим поверил управлението на епархия на отците лигуористи (или редемптористи) от конгрегацията на „Свети Алфонс Лигуори“. Виенската уставническа област на тази конгрегация изпратила отец Иван Фортнер. С отец Фортнер пристигнали съотечественикът му отец Антон Фишер и моравецът отец Матея Граф. През 1836 г. отец Фортнер починал и епархията била поета от пристигналия отец Иван Птачек, също чех. Енергията му била възнаградена с ферман за църква, която и била построена в Пловдив; дотогава църква там изобщо нямало. Като знак за промените към добро през времето на пребиваването на събратята лигуористи трябва да се приема и възвръщането на наместническото седалище в Пловдив. Под ръководството на отец Птачек започнала голямата реформа по въвеждането на грегорианския календар, на мястото на юлианския, който дотогава бил в употребление сред католическата общност в епархията. Ревностният управител успял да наложи да не се работи по празниците, въвел публичните религиозни шествия за големите църковни дни, подел упорита борба срещу лихварството, като лихварите заплашвал с тежки църковни наказания, непримирим бил срещу пиянството и мн. др. Турското правителство не харесало някои от реформите (например, да не се работи ангария на религиозни празници) и Светият престол се принудил да отзове отците лигуористи през септември 1840 г.

### Епархията управлявана от ордена на капуцините
През 1840 г. Светият престол решава в Пловдив да бъде настанена капуцинска мисия, присъствието на която тясно се свързва с историята на епархията.

#### През XIX век
Първите отци капуцини пристигнали в Пловдив на 21 март 1841 г. Из редове на тази мисия на 26 март 1848 г. бил ръкоположен за владика Андреа Канова. Той управлявал епархията и преди ръкоположението си. За сполучливото му управление способствали освен неговите личностни качества и сравнително дългият срок на последователна работа в епархията, още и промяната в правната основа на отношението към вероизповеданията в Османската империя след Хатихумаюна от 1856 г.
По негово време били въздигнати пловдивската катедрала „Свети Лудвик“, църквите в селата Балтаджи, Даваджово, Селджиково, Хамбарли, Калъчли и др. Tой станал и основоположник на католическото просветно дело в епархията. Основани са първите начални католически училища – „Свети Андрей“ и „Свети Йосиф“. По негова инициатива било уредено пребиваването на вицеконсули на Австрия, Франция, Великобритания и Русия в Пловдив. Откриването на вицеконсулства на католическите велики сили тук довело престижът на католиците в района очевидно да нарасне. Починал на 10 август 1866 г. и бил погребан в катедралата в Пловдив след 25-годишна апостолска дейност.
Негов наследник, също капуцин, е бил монсеньор Франческо Рейнауди. Ръкоположен бил за владика през 1868 г. Управлението му на епархията съвпаднало с най-драматичните в новата българска история събития: монсеньор Рейнауди бил застъпник на въстаници пред властите през 1876 г. През Руско-турската война организирал медицинска помощ на ранените руси, българи, турци и гърци. За човеколюбивата му дейност през войната бил награден от руския император с орден. След Освобождението като вещ по българските работи до него се допитвала често Европейската комисия по изработването на Румелийския органически устав, а сетне, когато Областното събрание започнало работа, на три пъти бил избиран за негов почетен председател.
С поемането на епархията основал семинария и голямо сиропиталище, ръководено до средата на ХХ век от българските сестри терциарки, дружеството на които също било основано от него. През 1882 г. основал прословутата католическа болница в Пловдив. През 1885 г., на 77-годишна възраст, се оттеглил на почивка в село Калъчлий и в знак на признание на делата му, папа Лъв ХIII го въздигнал в сан архиепископ, титуляр на древната Ставрополска епархия.
Епископ Роберт Менини наследил управлението на епархията при оттеглянето на монсеньор Рейнауди през 1885 г. и я управлявал до смъртта си 14 октомври 1916 г. Неговото управление било едно от най-добрите времена, което епархията имала от началото на съществуването си. Много католически институции – колежи, болници, сиропиталища, и др. – възникват, разрастват се и се утвърждават в епархията.

#### През XX век
Епископ Викенти Пеев е първият българин-капуцин поел управлението на епархията на 12 октомври 1916 г. и бил една от ключовите фигури в историята на Католическата църква от междувоенната епоха. Католическата книжнина достига своя разцвет в периода между войните.
Следващият апостолически наместник на Софийско-Пловдивския викариат е бил епископ Иван Романов. Неговото архиерейско служене започва през 1942 г. и съвпада с един от на най-трудните периоди на Софийско-Пловдивската епархия – разрушаването на църквата „Свети Йосиф“ в София от бомбардировките над София през Втора световна война, отчуждаването на католическите имоти от новата народна власт, изолацията на католическата църква и съдебните процеси срещу католически свещеници в България. Самият той е обвинен в шпионаж и осъден на 12 години лишаване от свобода. Умира в затвора след 2 месеца.

### Епархията след средата на XX век
В началото на 1950 г. свещеник Симеон Коков е смятан за предполагаем наследник на вече боледуващия софийско-пловдивски епископ Иван Романов. Държавата се опитва да диктува избирането на следващия католически епископ на Софийско – Пловдивския апостолически викариат прилагайки подхода „разделяй-и-владей“ (devide et impera). Изострят се противоречията между преди това титулувания администратор на епархията – Богдан Добранов и Симеон Коков.
На 4 декември 1960 г., с разрешение на Комитета за изповеданията и в съответствие с по-старо разпореждане на Светия Престол, епископ Кирил Куртев ръкополага Симеон Коков за епископ. Неговото управление е в труден период за католиците в България. Малкото останали свещеници след репресиите от 50-те г. са застаряващи. Църквата има нужда от нови, млади кадри. Официалните връзки с Ватикана са прекратени, останалите църковни сгради и църкви имат нужда от ремонт. Всичко, което е направено през този труден период е в резултат на усилията на енорийските свещеници по места, с активната помощ на местното население.
На 22 юли 1975 г. Богдан Добранов е официално обявен за апостолически викарий на Софийско-пловдивската епархия, като приемник на монсиньор Симеон Коков.
Свети Папа Йоан Павел II въздига Софийско-Пловдивския апостолически викариат в епархия на 14 декември 1978 г. с което Добранов е обявен за Софийско – пловдивски епархиен епископ. По време на неговото архиерейско служене настъпва известно разведряване в отношенията между Католическата църква и официалната власт в България. След смъртта му на 4 октомври 1983 г., Софийско – Пловдивската епархия остава без епископ за близо 5 години (Sede vacante), заради тежката политическа ситуация.
На 6 юли 1988 г. отец Георги Йовчев е преконизиран за Софийско – Пловдивски апостолически администратор, а на 31 юли 1988 г. е ръкоположен за епископ. По време на неговото архиерейско служене настъпва крахът на тоталитарния режим в България. Монсеньор Йовчев работи за възстановяване на имиджа на църквата и реабилитиране на духовенството.
През 1996 г. в Пловдив е построена църквата „Свети Дух“ Това е първата католическа църква построена в България след 1989 г.
Беатификационият процес на убитите от комунистическите власти – епископ Иван Романов и отците капуцини Флавиан Манкин и Фортунат Бакалски от епархията – е започнал на 17 ноември 1998 г. и оттогава те носят титлата „Божи слуга".

### Епархията през XXI век
През 2002 г. папа Йоан Павел II посещава епархията. На централния площад в град Пловдив папата отслужи тържествена света литургия, на която обяви за блажени отците успенци Камен Вичев, Павел Джиджов и Йосафат Шишков, след това се срещна с млади българи в катедралния храм „Свети Лудвиг“.
През първото десетилетине на XXI в. в епархията са построени следните нови църкви – конкатедралата „Св. Йосиф“ в град София, „Свети Андрей“ в село Калояново и „Свето Семейство от Назарет“ в град Хисаря. На много от съществуващите храмове е извършен основен ремонт, а за други са предприети нетложни ремонти и укрепителни дейности. Бяха изградени и нови енорийски домове за свещениците.
През май 2019 г. по време на апостолическо поклонничество, папата Франциск посети София и енориите в град Раковски. На тръжествена света литургия в църквата „Пресвето сърце Исусово“ папата даде първо причастие на 242 деца от всички католически енории от Северна и Южна България.
На 5 септември 2020 г. към Софийско-пловдивската епархия е назнaчен помощен епископ. Седалището на помощния епископ е София, където се грижи за католиците от латински обред и заедно с епархиния епископ на епархията „Свети Йоан XXIII“ поддържа отношения с Българската православна църква и останалите вероизповедания в България. Помощният епископ представлява Католическата църква в България и пред българските граждански власти. За пръв помощен епископ е назанчен отец Румен Станев.
Процесът за беатификация на отец Фортунат Бакалски започва на 3 май 1985 г. с писмо от отец Йосиф Търновалийски, който събира документите, свързани с отец Фортунат. На 25 август 1998 г. към процеса са присъединени и отец Флавиан Манкин и епископ Иван Романов. На 23 октомври 2023 година в храма „Свети Архангел Михаил“ в град Раковски е проведена първата публична сесия от беатификационния процес на тримата мъченици на вярата от епархията. На сесията присъстват епископите Георги Йовчев, Христо Пройков, Румен Станев и свещеници от трите български католически епархии, сестри от различни конгрегации. На публичната сесия присъства и Апостолическият нунций в България архиепископ Лучано Суриани. По време на сесията са прочетени биографиите на мъчениците, положени са клетви от назначените на различни длъжности за изпълнението на тази кауза и са подписани и подпечатани необходимите документи.

## Епископска курия
- диоцезен епископ: Sede vacante
- помощен епископ и генерален викарий: Н. В. Пр. монс. Румен Станев
- секретар: отец Стефан Манолов

## Административно делене
Софийско-пловдивската епархия е разделена на 12 енории:
- София: катедрална енория „Свети Йосиф“
  - ректорални църкви:
    - Параклис „Благовещение“
- Пловдив: катедрална енория „Свети Лудвиг“
  - ректорални църкви:
    - Национално светилище „Дева Мария Лурдска“
    - Епархийно светилище „Свети Роко“
    - Църква „Свети Дух“
    - Църква на монасите капуцини „Дева Мария – Царица на ангелите“
    - Църква „Свети Йосиф“
    - Църква „Свети Феликс от Канталиче“, Браниполе
    - Параклис „Блажения Павел Джиджов“
- Бургас: енория „Дева Мария Богородица“
- Раковски:
  - енория „Пресвето Сърце Исусово“
    - Параклис „Христос Възкръсналия“
    - Параклис „Дева Мария – Здраве на болните“

  - енория „Свети Архангел Михаил“
    - Параклис „Свети Йосиф“

  - енория „Непорочно Зачатие Богородично“
- Хисаря: енория „Св. св. Петър и Павел“
  - ректорална църква:
    - Църква „Свето Семейство от Назарет“
- Калояново: енория „Свети Андрей“
- Житница: енория „Успение Богородично“
- Белозем: енория „Свети Франциск Асизки“
- Дуванлии: енория „Прескръбна Божия Майка“
- Борец: енория „Свети Антон Падуански“

### Исторически енории
През 1721 г. епископ Марко Андрияши съобщава за католици в Ямбол и Стара Загора.
След Освобождението в епархията възникват три градски католически енории – в Ямбол, Сливен и Стара Загора. И трите дължат появата си на построяването на железопътна линия, която привлича чужди работници и служители, някои от които се установяват трайно в споменатите градове и сключват бракове с българки. Друга характерна особеност за католическите общности в тези градове е, че в тях има и униати.
- Ямболската енория „Пресвето сърце Исусово“ е основана през 1888 г., тя е наброявала 100 – 120 католици от западен обред. Първи там пристигат от Одрин монахини облатки от женското разклонение на ордена, които поставят началото на девическо начално училище и пансион. Почти едновременно с тях идват и успенците от Пловдив, които отварят училище за момчета и поставят началото на Ямболската мисия. На 7 юли 1890 г. Жул Бутри, първият началник на мисията, купува една къща в непосредствена близост до сградата на тогавашното околийско управление, която е приспособена за църква „Пресвето Сърце Исусово" и училище. Първи свещеник е Иван Пищийски от Калъчлии. С течение на времето училището на успенците се оформя като нисша духовна семинария (прогимназия) с преподаване на френски и български език. Успешно напредва и дейността на сестрите успенки-облатки, които поддържат девическо училище със собствен параклис, посветен на „Св. Тереза на Младенеца Исус“.[1] През 1918 г. католиците в енорията наброяват около 150. Енорист е августинецът отец Вартоломей Шишков.[9]
- Старозагорската енория е основана през 1899 г., когато в града пристигат предстоятелят на възкресенската мисия в Одрин и директор на гимназията Август Мозер, заедно със Симеон Кобжински и Тома Олшевски. Те бързо успяват да сплотят около себе си разнородната католическа общност от около 80 – 100 души в Стара Загора и откриват параклис, който на първо време се помещава в частен дом. Първата литургия в него е отслужена на 13 декември в присъствието на работниците от железопътната линия, местните католици и симпатизанти. Така възниква първата мисия на обществото на отците възкресенци в България.[1] През 1918 г. католиците в енорията наброяват около 80. Енорист е възкресенецът отец Иван Чекай.[9]
- Сливенската енория е основана през 1903 г., когато отците-успенци закупуват една къща в града. Впоследствие къщата е приспособена за храм, посветен на „Свети апостол Петър“. През същата година за католически енорийски свещеник в град Сливен е назначен отец Герман Рейдон, успенец, и отец Иван Тодоров. По това време „латинските“ католици в града са около 40 души. През 1918 г. католиците в енорията продължават да са около 40. Енорист е августинецът отец Владимир Малфети.[9]

Непосредствено след Първата световна война броят на енориите в епархията е 15, но в следващите години енориите в Сливен и Стара Загора изчезват. Католиците в тези два града са предимно временно пребиваващи чужденци, а малцината, които остават, се обслужват от приходящи свещеници или гравитират към униатските енории там. Западнообредните католици в Ямбол биват асимилирани от униатите след Втората световна война. Така броя на енориите, които остават е 12. Епархията спазва принципа „едно населено място – една енория“, като изключение правят градовете създадени през втората половина на XX век.

## Епископи на Софийско-пловдивската католическа епархия
Епископите на Софийско-пловдивската католическа епархия са имали епископски седалища в Чипровци, Даваджово, Калъчлий, Пловдив и София

## Статистика
| година | население | население | население  | свещеници | свещеници | свещеници  | свещеници            | дякони | монаси | монаси | енории |
| година | кръстени  | общо      | % католици | брой      | мирски    | йеромонаси | кръстени на свещеник | дякони | мъже   | жени   | енории |
| ------ | --------- | --------- | ---------- | --------- | --------- | ---------- | -------------------- | ------ | ------ | ------ | ------ |
| 1950   | 28 230    | 3 720 000 | 0,8        | 66        | 15        | 51         | 427                  |        | 30     | 134    | 13     |
| 1967   | 30 000    | ?         | ?          | 33        | 8         | 25         | 909                  |        |        |        | 15     |
| 1990   | 35 000    | 5 000 000 | 0,7        | 14        | 11        | 3          | 2500                 |        | 8      | 13     | 19     |
| 1999   | 35 200    | 5 000 000 | 0,7        | 14        | 6         | 8          | 2514                 |        | 8      | 24     | 16     |
| 2000   | 35 000    | 5 000 000 | 0,7        | 19        | 7         | 12         | 1842                 |        | 14     | 22     | 16     |
| 2001   | 35 000    | 5 000 000 | 0,7        | 22        | 10        | 12         | 1590                 |        | 12     | 22     | 16     |
| 2002   | 35 000    | 5 000 000 | 0,7        | 20        | 8         | 12         | 1750                 |        | 12     | 22     | 16     |
| 2003   | 35 000    | 5 000 000 | 0,7        | 20        | 8         | 12         | 1750                 | 1      | 18     | 22     | 16     |
| 2004   | 34 000    | 5 000 000 | 0,7        | 21        | 9         | 12         | 1619                 |        | 19     | 22     | 16     |
| 2010   | 33 000    | 4 733 513 | 0,7        | 26        | 14        | 12         | 1269                 |        | 17     | 25     | 17     |
| 2014   | 33 000    | 4 935 000 | 0,7        | 23        | 11        | 12         | 1434                 |        | 14     | 25     | 17     |
| 2017   | 33 000    | 5 000 000 | 0,7        | 25        | 13        | 12         | 1320                 |        | 14     | 20     | 18     |
| 2020   | 32 800    | 4 527 700 | 0,7        | 11        | 10        | 21         | 1561                 |        | 12     | 20     | 14     |